# Восстание Баумкирхера
Восстание Баумкирхера (нем. Baumkircherfehde) — восстание штирийской знати под предводительством Андреаса Баумкирхера против императора Священной Римской империи Фридриха III, длившееся с 1469 по 1470 год.

## История
Имперский рыцарь Андреас Баумкирхер использовал средневековый юридический инструмент междоусобиц, чтобы потребовать у императора Священной Римской империи Фридриха III невыплаченных 10 тыс. гульденов. Письмо о междоусобице было отправлено 1 февраля 1469 г. штирийскому губернатору Ульриху III фон Грабену; однако вместо того, чтобы ждать предписанные для междоусобиц трёх дней, уже на следующий день были заняты ряд штирийских городов, чтобы изолировать имперские владения в западной Венгрии.
Первое столкновение произошло 21 июля 1469 г. у Фюрстенфельда, которое завершилось тяжёлыми потерями с обеих сторон и перемирием, после которого последовали дальнейшие сражения.
В октябре 1469 г. между Фридрихом III и Баумкирхер подписали перемирие, 30 июня 1470 года Фридрих III встретился с мятежником, которому обещал полную амнистию и выплату 14 тыс. флоринов. Поскольку платежи не производились, Баумкирхер осенью 1470 г. снова восстал.
23 апреля 1471 года Баумкирхер и Андреас фон Грайзенег отправились в Грац для переговоров после того, как им была обещана безопасность. Однако вечером оба были арестованы и публично обезглавлены на площади Мургассе без слушания дела.